# Lavansaari (ö i Södra Karelen)
Lavansaari är en ö i Finland. Den ligger i sjön Jouhtjärvi och i kommunen Ruokolax i den ekonomiska regionen  Imatra ekonomiska region  och landskapet Södra Karelen, i den södra delen av landet, 250 km nordost om huvudstaden Helsingfors. Öns största längd är 70 meter i sydöst-nordvästlig riktning.